# 짐 모라
존 제임스 채널 모라(John James Chanel Mora)는 뉴질랜드의 미디어 진행자이다.
짐 모라는 크라이스트처치에서 태어났다. 이후 그는 1967년부터 1971년까지 오타고 남자 고등학교를 재학하였다. 그의 브로드캐스팅 경력은 그가 오타고 대학교에 다니고 있을 때, 더니딘에서부터 시작되었다. 모라가 대학교를 다니고 있을 때, Critic이라는 잡지의 편집자로 일하기도 하였다.
1990년대 중반부터 모라는 텔레비전 시사 프로그램인 Holmes의 리포터로 활동하였으며, 그 이후 Mucking In과 같은 라이프스타일의 TV 프로그램을 포함한 여러 프로그램에 출연하였다.
현재 모라는 라디오 뉴질랜드에서 일요일 아침마다 하는 라디오 프로그램을 진행하고 있다. 2015년까지는 평일 오후의 라디오 쇼 Afternoons라는 프로그램을 월리스 채프먼과 함께 진행하기도 하였다.